# Auguste Jean-Baptiste Tauleigne
Auguste Jean-Baptiste Tauleigne, plus connu sous le nom d'abbé Tauleigne (7 avril 1870 - 5 juin 1926), est un inventeur et chercheur français du début du XXe siècle. Il a travaillé dans les domaines de l'optique, l'acoustique, l'électricité, l'électro-chimie, la photographie et la radiographie.

## Biographie
Auguste Jean-Baptiste Tauleigne naît le 7 avril 1870 à Saint-Cirgues-en-Montagne en Ardèche, dans la région du Vivarais. Il est le fils d'Auguste Vincent Tauleigne, tisserand, et de Marie Angélique Crouzet.  
Il fait ses études au grand séminaire (institut séculier de formation des prêtres) de Sens et est reçu prêtre le 18 décembre 1899. Il enseigne les sciences comme professeur au petit séminaire (école de niveau secondaire) de Joigny, devient curé de Lordonnois en 1906 puis de Pontigny. 
Mal équipé car impécunieux, il compense ce handicap par de remarquables qualités de patience, inventivité et habileté pour fabriquer ses appareils à l'aide d'instruments de ménage et d'outils rudimentaires, faisant son laboratoire de la cuisine du presbytère et d'un atelier de forgeron proche qu'il a pu acquérir.
Pendant la guerre de 1914-1918, il est infirmier dans un hôpital militaire de Menton (grade de soldat de 2e classe). C'est là qu'il travaille sur son « radio-stéréomètre », qu'il expérimente sur lui-même et va amener sa mort une dizaine d'années plus tard. 
Pour ce travail et pour bien d'autres, il est secondé par son ami Gaston Mazo. 
Mort à Pontigny le 5 juin 1926, il est enterré au pied de la grande croix du cimetière de Pontigny. Les témoignages sont nombreux de son intérêt généreux pour les gens.

## Ses travaux
Il invente un procédé simple pour la photographie en couleurs et travaille sur les anaglyphes, la projection d'images multiples et d'objets opaques, les condenseurs à court foyer, les objectifs à grande ouverture et d'autres sujets d'optique. Il travaille aussi sur de multiples autres domaines, dont la carburation, l’acoustique (puissant haut-parleur à air comprimé), l’électricité, la télégraphie sans fil… 

### Télégraphie sans fil

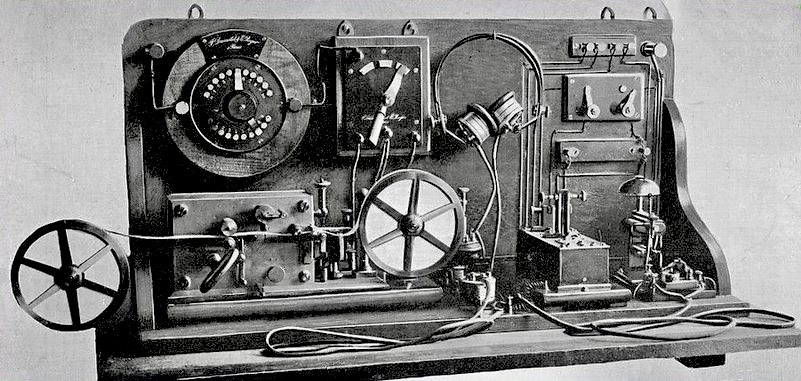
Appareil récepteur de télégraphie sans fil conçu par l'abbé Tauleigne, (1914)

Il travaille dans le domaine de la télégraphie sans fil et invente le premier appareil permettant d'amplifier les signaux reçus afin de les enregistrer avec un récepteur télégraphique Morse sur bande papier, un relais électro-magnétique qu'il fabrique de bric-et-de-broc dans le presbytère de Pontigny et présente en 1913 à MM. Ducretet & Roger dont la société éponyme s'occupe de fabriquer des instruments de TSF. Devant eux, venus voir son invention à Pontigny, il capte et enregistre sur une bande papier le message Morse du bulletin d'informations émis à cette époque depuis la tour Eiffel à Paris, à 150 km de là (l'installation de TSF au quatrième étage de la tour Eiffel est réalisée pendant la guerre par l'ingénieur militaire Gustave Ferrié, pionnier de la radiodiffusion). 
Son appareil utilise un détecteur électrolytique à pointe libre et à immersion réglable dérivé de celui plus primitif du capitaine Ferrié.
Toujours pour la télégraphie, il met au point plus tard un modèle de relais microphonique qui, une fois perfectionné, permet la réception de la téléphonie sans fil en haut-parleur sur galène dans un rayon de 250 km.
Ses idées sur les procédés d'amplification auditive de son temps sont innovantes et originales. Il considère que ce domaine, à son époque, peut être grandement amélioré et imagine des dispositifs meilleurs et plus puissants.

### Photographie
Il utilise la trichromie pour mettre au point un procédé de photographie en couleurs certes plus long et plus minutieuse d'exécution que celui des plaques autochromes mais qui, contrairement à ces dernières, permet un nombre illimité d'épreuves en conservant la même qualité - une qualité telle que les épreuves peuvent être projetées avec des sources de lumière tout à fait ordinaires. 
 
Trois négatifs monochromes sont pris sur une même plaque panchromatique, à travers des écrans compensateurs ayant le même coefficient de temps de pose. Les trois positifs sont ensuite tirés simultanément, en superposé, sur une pellicule photographique ordinaire développée dans les bains habituels. Puis l'argent réduit est « remplacé » par une des trois couleurs fondamentales dans la gélatine de chacune des trois épreuves positives, selon un procédé lui-même original. 

L'argent de l'image positive est indirectement transformé en un iodure bibasique qui sert de mordant et fixe fortement certaines couleurs d'aniline aux points mêmes de la couche de gélatine où il a été formé. Cette fixation est rendue définitive par un bain de tannin de concentration appropriée. Cette dissolution du sel d'argent dans le bain classique d'hyposulfite de soude ne laisse subsister que la coloration de la gélatine, conservant toute sa transparence originelle,. 
Ce procédé de remplacement de l'argent par une couleur l'amène par ailleurs à créer un système de projections en relief, dites stéréo-projections, faites au moyen d'une unique lanterne ordinaire, par une application aussi simple que pratique du principe des anaglyphes de Ducos du Hauron.
L'invention d'un condenseur prismatique permettant la projection double avec une seule source de lumière et avec un rendement lumineux excellent lui fournit une autre solution pour le même problème, ainsi que pour celui des vues dites fondantes qui nécessitaient, avant lui, l'emploi de deux foyers lumineux indépendants. Ce condenseur spécial permet également la ̃projection en relief des vues stéréoscopiques ordinaires en noir, sans leur apporter aucune modification et rien que par l'emploi de deux verres colorés l'un en rouge et l'autre en vert. Les spectacles de l'époque appelés « ombres en relief », mis en scène par un music-hall parisien, sont une application de ce procédé. 
Il utilise également un objectif prismatique pour mettre au point un nouveau procédé de photographie des couleurs par leur analyse et leur synthèse simultanées.

### Acoustique
Il met au point un diaphragme reproducteur de phonographe ; un résonateur améliorant les auditions ; et un appareil à deux aiguilles explorant simultanément deux points légèrement différents d'un même sillon du disque enregistré et renforçant la puissance du son sans perturber l'audition.
Il réalise également un modèle de haut-parleur à air comprimé de forte puissance, permettant l'audition de concerts à plusieurs centaines de mètres. 

### Électricité
Il se sert d'une pile électrique sans dépolarisant de sa conception, qui n'utilise pas le zinc comme combustible mais des rognures de tôle ou de fer-blanc. 
Il a aussi mis au point une pile à l'étain pour l'alimentation des lampes de T.S.F. à faible consommation ; et une pile spéciale à grand débit pour le chauffage de lampes de réception ordinaires. 
Les piles thermo-électriques le passionnent également. Il fabrique entre autres une petite sonnerie électrique activée en chauffant un de ses éléments avec son briquet.

### Radiographie médicale
La guerre de 1914-1918 amenant des problèmes demandant des réponses urgentes, l'abbé Tauleigne se concentre sur l'obtention de bonnes radiographies des tissus épais et la localisation rapide des projectiles dans le corps des blessés et c'est ainsi qu'il conçoit trois appareils en ce domaine appareils mis au point pendant cette sombre période : l'antidiffuseur, le radio-stéréomètre et la radio-stéréoscopie monoculaire.

#### L'anti-diffuseur
C'est un appareil destiné à empêcher qu'une radiographie soit « voilée » par les rayons secondaires obliques produits par les rayons incidents dans les parties du corps radiographiées. Les rayons secondaires obliques agissent à la manière d'une lumière diffusée.
L'antidiffuseur comporte des cloisons opaques aux rayons X spécifiquement orientées et, durant la prise d'une radiographie, animées d'un mouvement de translation lent et régulier. Leur interposition entre la plaque photographique et le corps du patient arrête une grande partie des rayons secondaires obliques. 
Les « filtres » utilisés plus tard par les radiologistes ne différaient que par le luxe moderne avec lequel ils étaient construits : le mouvement d'horlogerie de l'antidiffuseur de Tauleigne était un moteur de tournebroche.

#### Le «radio-stéréomètre»
Le radio-stéréomètre, une de ses nombreuses inventions, permettait de mesurer la profondeur d'un corps étranger dans le corps pour faciliter l'extraction des balles des corps des soldats. Tauleigne l'expérimenta sur lui-même après avoir délibérément avalé de la mitraille de plomb. Il mourut des suites des radiations qu'il s'était ainsi infligées.

#### Radio-stéréoscopie monoculaire
Ce procédé est basé sur l'examen, fait avec un seul œil, de l'image radioscopique fournie par une ampoule ordinaire animée d'un mouvement oscillatoire régulier. L'impression de relief étant immédiate, l'on peut aussitôt se rendre compte des positions relatives d'un corps étranger et des parties voisines du squelette ou d'une sonde introduite dans la plaie d'un blessé. Pour plus de précision, il se sert de la stéréo-radiographie. 
Deux clichés sont pris avec un déplacement approprié de l'ampoule, puis examinés dans son radio-stéréomètre. Le déplacement latéral d'un réseau ligné permet d'y prendre toutes les mesures nécessaires à une localisation exacte. Ce déplacement fait se mouvoir d'arrière à avant ou inversement l'image aérienne de lignes droites dans la même région de l'espace que celle du projectile. Du déplacement latéral du réseau, une aiguille, mobile sur un cadran, permet de déduire, par une simple soustraction, la distance antéro-postérieure entre deux positions successives d'une des lignes aériennes, qu'on a fait coïncider successivement avec l'image en relief du projectile, puis avec celle d'un repère anatomique connu. 
Cette méthode de radio-stéréoscopie monoculaire très simple compense les insuffisances de matériel du service de santé militaire de l'époque en étant compatible avec leurs installations radiologiques.

## Prix Carnegie
Il reçoit la médaille d'argent du prix Carnegie en 1923, ou 1924 pour sa dévotion dans ses études et son sacrifice personnel en regard des dommages causés par les rayons X.

## Hommages
- Une plaque commémorative a été posée sur sa maison natale à Saint-Cirgues-en-Montagne (Ardèche)[11].
- Une rue de Pontigny (Yonne) porte son nom.
- Une plaque commémorative a été posée sur la façade du presbytère de Pontigny.
- Son nom est gravé sur le Mémorial de radiologie (de), qui commémore les pionniers et martyrs de la radioactivité (physiciens, chimistes, médecins, infirmiers, laborantins etc), victimes parmi les premiers utilisateurs des rayons X dans le monde entier. Le mémorial qui comportait à l'origine 159 noms a été érigé dans le jardin de l'ancien hôpital Saint-Georges (de) à Hambourg (Allemagne) et a été inauguré le 4 avril 1936[12].

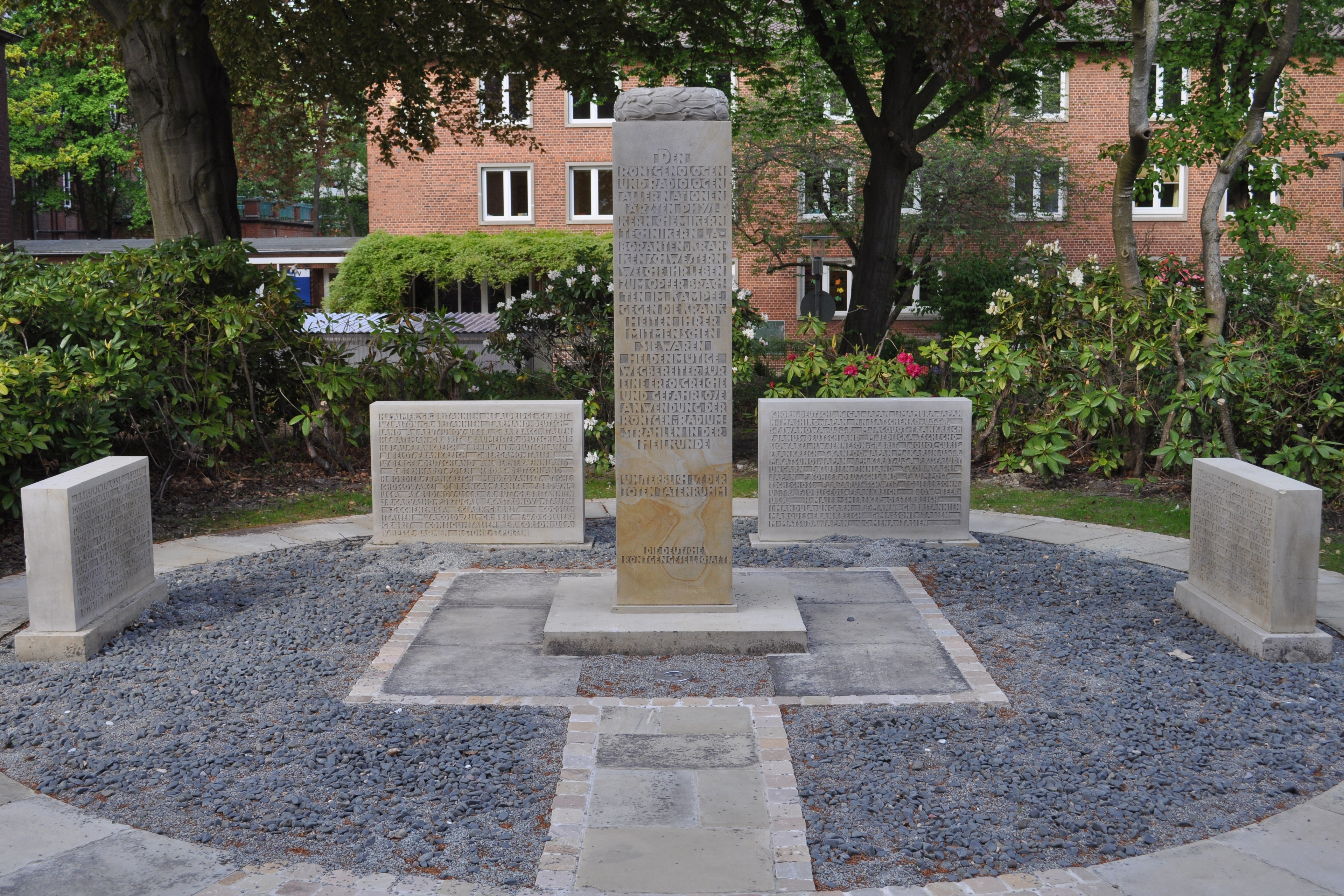
Mémorial de radiologie, Clinique Asklepios Saint-Georges à Hambourg, (Allemagne)